# Мартим Силвеира
Мартим Мерсио да Силвеира (2. март 1911 — 26. мај 1972), у Аргентини познатији као Мартин Мерсио Силвејра, био је бразилски фудбалер. Играо је за репрезентацију Бразила у финалима Светског првенства 1934. и 1938. године.
Каријеру је започео 1929. године у ФК Гварани из Бажеа у држави Рио Гранде до Сул . Октобра 1929. преселио се у Рио де Жанеиро где се придружио ФК Ботафого где је освојио првенство Рија исте и 1932. године. Од фебруара до децембра 1933. играо је за Боку Јуниорс у главном граду Аргентине Буенос Ајресу, где је био први Бразилац у историји клуба. Након тога вратио се у Ботафого освојивши још два градска првенства 1934. и 1935. године, додуше у аматерској лиги у тада подељеном фудбалу Рија. Са Ботафогом је остао до краја каријере 1940. године.
Након његове смрти, сахрањен је 27. маја 1972. у Ботафогу, Рио де Жанеиро.